# Belgian International 1980
Die Belgian International 1980 im Badminton fanden vom 22. bis zum 24. Februar 1980 in Edegem statt.

## Sieger
| Disziplin    | Sieger                      |
| ------------ | --------------------------- |
| Herreneinzel | Ulrich Rost                 |
| Dameneinzel  | Marjan Ridder               |
| Herrendoppel | Piet Ridder Rob Ridder      |
| Damendoppel  | Hanke de Kort Marjan Ridder |
| Mixed        | Rob Ridder Marjan Ridder    |

## Finalresultate
| Disziplin    | Sieger                      | Finalist                    | Ergebnis          |
| ------------ | --------------------------- | --------------------------- | ----------------- |
| Herreneinzel | Ulrich Rost                 | Rob Ridder                  | 10:15, 15:9, 15:8 |
| Dameneinzel  | Marjan Ridder               | Hanke de Kort               | 11:6, 11:3        |
| Herrendoppel | Piet Ridder Rob Ridder      | Ulrich Rost Bernd Wessels   | 15:11, 15:11      |
| Damendoppel  | Hanke de Kort Marjan Ridder | Carol Liem Gwennie van Beek | 15:7, 15:2        |
| Mixed        | Rob Ridder Marjan Ridder    | Piet Ridder Hanke de Kort   | 17:15, 15:6       |